# Murder Mystery
Série
Murder Mystery 2
(2023)
Pour plus de détails, voir Fiche technique et Distribution.
Murder Mystery ou Meurtre et Mystère au Québec est une comédie policière américaine réalisée par Kyle Newacheck, sortie en 2019.
Le film suit un inspecteur de la police de New York qui part en voyage avec sa femme à travers l'Europe. Dans leur avion, ils font la rencontre d'un homme mystérieux qui les invite à une soirée familiale, en petit comité qui a lieu sur le yacht d'un milliardaire âgé. Quand l'homme riche est assassiné, ils deviennent les principaux suspects de l'agent d'Interpol Laurent Delacroix.
Un second volet est sorti en 2023, tourné en partie à Paris.

## Synopsis
Nick Spitz est un officier de la police de New York marié à Audrey, une coiffeuse. Elle veut voyager en Europe, comme il l'avait promis lors de leur mariage, mais pense qu'ils ne le feront jamais. Après leur dîner de leurs 15e anniversaire, Audrey confronte Nick, qui lui ment en lui disant qu’il a déjà réservé le voyage, et ils partent pour l'Europe. Dans l'avion, Nick et Audrey rencontrent le milliardaire Charles Cavendish, qui les invite à le rejoindre sur son yacht familial pour une fête célébrant le mariage de son oncle âgé, Malcolm Quince, avec l'ancienne fiancée de Charles. Nick est réticent à l’idée mais change d’avis après avoir constaté que leur visite en bus qui était prévue serait bondée et désagréable.
À bord du yacht, Nick et Audrey rencontrent l'ex-fiancée de Cavendish, Suzi Nakamura, le fils de Quince, Tobey, l'actrice Grace Ballard, le colonel Ulenga, son garde du corps Sergei, le Maharajah Vikram,le pilote de voiture de course Juan Carlos, et, plus tard dans la nuit, leur hôte Quince arrive. Quince annonce que Suzi sera la seul à héritier de sa fortune. Avant qu'il ne puisse signer son nouveau testament, les lumières s'éteignent, et quand elles se rallume, tous découvrent Quince poignardé dans le cœur.
Nick, qui a menti à Audrey sur le fait de devenir lieutenant, ordonne que la pièce soit verrouillée et que les invités retournent dans leur chambre. Plus tard dans la nuit, Tobey est retrouvé mort d'un suicide apparent. En arrivant à Monte Carlo, tout le monde est interrogé par l'inspecteur Delacroix, qui croit que "les Américains" ont commis les meurtres.
Au Grand Prix de Monaco, Nick et Audrey interrogent les invités. Ce soir-là, Sergei les convoque dans sa chambre et révèle que Quince avait épousé la fiancée du colonel alors qu'il était dans le coma après lui avoir sauvé la vie, mais qu'elle était morte pendant l'accouchement comme l’autre enfants ; il leur révèle aussi que le colonel envisageait de tuer Quince ce soir là. Le couple se cache quand quelqu'un frappe et sort pour trouver que Sergei a été abattu. Ils grimpent par la fenêtre et bordent le long de la corniche. Dans le processus, ils voient le colonel utiliser du fil dentaire, et le Maharajah et Grace s'embrasser dans sa chambre, de sorte que le couple les exclut en tant que suspects. Dans une chaîne d’information, les Spitz apprennent que Delacroix a mis un mandat d'arrêt contre eux puis Audrey est furieuse d'apprendre que Nick n'est pas vraiment lieutenant et qu'il a menti sur la réservation du voyage à l'avance, et elle part avec Cavendish.
Tous vont au lac de Côme, où Nick et Audrey se rendent compte que Cavendish et Suzi sont toujours amoureux et peut-être que les meurtriers prévoient de partager l'héritage. Le couple est forcé de fuir un homme armé caché et de tomber sur Carlos. Ils sont bientôt confrontés à Suzi, qui est tuée par une personne masquée avec une fléchette. Nick et Carlos essaient de poursuivre le tueur, mais ils échouent. Nick et Audrey vont au manoir de Quince pour affronter Cavendish, mais le trouvent mort d'empoisonnement.
Le couple convoque Delacroix et les invités restants, qui ont tous des alibis. Nick et Audrey en déduisent que Grace est le meurtrier ; elle a convaincu Tobey de tuer son père, avant de le tuer ainsi que les autres héritiers et les Spitz pour éviter qui le découvre. Grace révèle qu'elle est en fait la fille de Quince, révélant ainsi qu'elle n'est pas morte à l’accouchement mais en raison du sexe de Grace, Quince l'a reniée et a prétendu qu'elle était morte. Elle affirme que son argent lui appartient mais elle prétend qu’elle est innocente. Néanmoins, Audrey prouve sa culpabilité en montrant la coupure qui lui a été causée par le tir lancé par Nick et qu’elle tenait caché sous son chapeau. Elle tente de s'échapper avec Audrey en otage mais la stoppe en lui tirant sur son bras puis elle se fait arrêter.
Tout en célébrant, Nick et Audrey se rendent compte que l'alibi de Grace est toujours valable, car pendant que Sergei était tué, elle buvait avec le Maharajah, il comprend que Grace avait un complice qui aurait tué Sergei. Ils en déduisent que Carlos est le deuxième meurtrier, qui voulait venger son père qui avait perdu ses deux jambes à cause de Quince. Tenant Delacroix en otage, il conduit Nick et Audrey dans une poursuite en voiture, mais ils les forcent à s'écraser et à sauver Delacroix. Carlos les tient tous sous la menace d'une arme à feu, mais est renversé par le bus touristique chaotique que Nick et Audrey devaient à l'origine emprunter.
Delacroix remercie le couple et propose d'aider Nick à être promu détective à la maison. Nick et Audrey poursuivent leurs vacances à bord de l’Orient Express par la gratitude d'Interpol.

## Fiche technique
Sauf indication contraire, les informations mentionnées dans cette section peuvent être confirmées par la base de données cinématographiques IMDb,  présente dans la section « Liens externes ».
- Titre original et français : Murder Mystery
- Titre québécois : Meurtre et Mystère
- Réalisation : Kyle Newacheck
- Scénario : James Vanderbilt
- Direction artistique : Michele Laliberte
- Décors : Perry Andelin Blake
- Photographie : Amir Mokri
- Montage : Tom Costain
- Costumes : Renée April
- Musique : Rupert Gregson-Williams
- Production : Allen Covert, Beau Flynn, Adam Sandler, James D. Stern, James Vanderbilt et Tripp Vinson
- Sociétés de production : Happy Madison Productions, Vinson Films, Endgame Entertainment
- Société de distribution : Netflix
- Pays de production :  États-Unis
- Langue originale : anglais
- Budget : n/a
- Format : couleur — 2,35:1
- Genre : comédie policière, action
- Durée : 97 minutes
- Date de sortie :
  - Monde : 14 juin 2019 (Netflix)
- Classification :
  - États-Unis : PG-13 (interdit aux moins de 13 ans)

## Distribution
- Adam Sandler (VF : Serge Faliu) : Nick Spitz
- Jennifer Aniston (VF : Dorothée Jemma) : Audrey Spitz
- Luke Evans (VF : Boris Rehlinger) : Charles Cavendish
- Gemma Arterton (VF : Audrey Sourdive) : Grace Ballard
- John Kani (VF : Frantz Confiac) : Colonel Ulenga
- David Walliams (VF : Georges Caudron) : Tobias Quince
- Dany Boon (VF : lui-même) : l'inspecteur d'Interpol Laurent Delacroix
- Shiori Kutsuna (VF : Sarah Barzyk) : Suzi Nakamura
- Adeel Akhtar (VF : Marc Saez) : Maharajah Vikram Govindan
- Ólafur Darri Ólafsson : Sergei Radjenko
- Luis Gerardo Mendez : Juan Carlos Rivera
- Erik Griffin (VF : Franck Sportis) : Jimmy
- Terence Stamp (VF : Jean-Pierre Leroux) : Malcolm Quince

Version française réalisée par Thierry Wermuth chez Dubbing Brothers

## Production

### Genèse, développement et attribution des rôles
En juin 2012, Charlize Theron a signé pour jouer dans Murder Mystery, une comédie d'action qui doit alors être réalisée par John Madden d'après un scénario de James Vanderbilt. Le projet est ensuite reporté. Walt Disney Studios en fait ensuite l'acquisition et choisit Kevin McDonald pour mettre en scène le film. En avril 2013, Colin Firth, Adam Sandler et Emily Blunt sont annoncés à l'affiche du film - bien que les agents respectifs de Firth et Blunt aient démenti l'information. Plus tard, cette même année, en septembre 2013, Theron et Madden ont tous deux officiellement quitté le projet. Anne Fletcher est ensuite annoncée comme réalisatrice, cette fois pour les studios TWC-Dimension.
En mars 2018, Adam Sandler et Jennifer Aniston signent pour tenir les rôles principaux du film, qui est désormais réalisé par Kyle Newacheck, toujours d'après le scénario de Vanderbilt. Netflix distribuera le film. En juin 2018, peu de temps avant le commencement du tournage, Luke Evans, Gemma Arterton, David Walliams, Erik Griffin, John Kani, Shiori Kutsuna, Luis Gerardo Méndez, Adeel Akhtar, Ólafur Darri Ólafsson, Dany Boon et Terence Stamp rejoignent le casting du film,,.

### Tournage
Le tournage débute en juin 2018 à Montréal, il se poursuit à la fin de l'été en Italie,.

## Accueil
Bien que le film n'ait reçu qu'un accueil mitigé des critiques, la comédie est un énorme succès et devient le film Netflix le plus vu de l'année 2019 sur la plateforme, faisant mieux que des films comme The Irishman ou Six Underground.